# Шарипов, Нурберген Жаныбайулы
Нурберге́н Жаныбайулы́ Шари́пов (род. 12 сентября 1991 года) — казахстанский боец смешанных единоборств и панкратиона, представитель полулёгкой весовой категории. Выступает на профессиональном уровне с 2014 года, известен по участию в турнирах бойцовских организаций ACA, NAGA American Chemp, Tech-Krep Fighting Championship, Kunlun Fight, Real Fight Championship. Чемпион мира по панкратиону, чемпион Казахстана по панкратиону.

## Карьера
В марте 2016 года одерживает победу над Шо Коганом на турнире Real 4 — Real MMA в Японии.
В финале Гран-при турнира Prime Selection-2017, проводившегося бойцовским клубом Tech-KREP FC, взял верх над Асланбеком Каровым.
В сентябре 2020 года дебютировал на турнире ACA 111, одержав победу над Тамерланом Кулаевым из Владикавказа.
4 октября 2021 года в турнире по смешанным единоборствам Absolute Championship Akhmat 130 потерпел поражение нокаутом от бразильца Фелипе Фроеса.
12 января 2022 года казахстанский боец смешанных единоборств Арман Оспанов сообщил в соцсетях, что Нурберген Шарипов арестован на 15 суток по административному делу..

## Статистика ММА
| Боёв 13         | Побед 10 | Поражений 3 |
| --------------- | -------- | ----------- |
| Нокаутом        | 1        | 2           |
| Сдачей          | 3        | 0           |
| Решением        | 6        | 1           |
| Ничьи           | 0        | 0           |
| Не состоявшихся | 0        | 0           |